# Adetus brasiliensis
Adetus brasiliensis är en skalbaggsart som först beskrevs av Julius Melzer 1923.  Adetus brasiliensis ingår i släktet Adetus och familjen långhorningar. Inga underarter finns listade i Catalogue of Life.